# 増田孝介
増田 孝介（ますだ こうすけ、1935年（昭和10年）3月11日 - 2014年（平成26年）11月11日）は、日本の銀行家。みちのく銀行頭取を務めた。

## 来歴・人物
山形県西村山郡朝日町出身。中央大学経済学部卒業後、弘前相互銀行（のちみちのく銀行）に入行。
約40年間の銀行員生活においては営業店に20年、本部勤務に20年それぞれ携わった。みちのく銀発足後の新人事制度導入に際しては、人事部長として先頭に立ち、ねばり強く両行の出身者の調整にあたった。
1996年（平成8年）10月、合併20周年を迎え区切りがつき金融ビッグバンを控えた中、新体制で世代交代をはかるべく、大道寺小三郎の指名により後継者として頭取に就任した。しかし、在任3年目をむかえた2000年（平成12年）には「勤続42年となり、体力も衰えた。このあたりで充電したい」と健康問題を理由に頭取を退任。取締役に退いた。
2014年11月11日、秋田県大館市の病院で死去。79歳没。

## 略歴
- 1958年（昭和33年） - 中央大学経済学部卒業後、弘前相互銀行入行
  - 以降、筒井、桜井、各支店長、人事部長等を歴任する
- 1986年（昭和61年） - 取締役弘前営業部長委嘱
- 1988年（昭和63年） - 常務取締役弘前営業部長委嘱
- 1990年（平成2年） - 常務取締役本店営業部長委嘱
- 1992年（平成4年） - 専務取締役
- 1996年（平成8年） - 副頭取
- 1997年（平成9年） - 頭取
- 2000年（平成12年） - 頭取退任、取締役
- 2014年（平成26年） - 死去